# Ноэми (певица)
Вероника Скопеллити (итал. Veronica Scopelliti), более известная как Ноэми (Noemi; род. 25 января 1982 в Риме, Италия) — итальянская певица.
Родилась в Риме. Первый успех к Ноэми приходит в 2009 году, когда она становится финалисткой музыкального конкурса «X-Factor 2009». Записывает дебютный мини-альбом в апреле 2009 года. Пластинка возымела большой успех: всего было продано более 50000 экземпляров. С 15 мая 2009 года по 29 августа 2009 Ноэми участвовала в гастрольном туре по Италии и Словении. 2 октября 2009 года выходит полноценный альбом «Sulla mia pelle».
Оба полноформатных альбома исполнительницы — «Sulla mia pelle» и «RossoNoemi» становились дважды платиновыми, что делает Ноэми одной из наиболее популярных современных итальянских исполнительниц.

## Фестиваль Сан-Ремо
- 2010 — Per tutta la vita (4 место)
- 2012 — Sono solo parole (3 место)
- 2014 —  Bagnati dal sole  (5 место)
- 2016 —  La borsa di una donna (8 место)
- 2018 —   Non smettere mai di cercarmi  (14 место)

## Дискография

### Альбом
| Год  | Название                         | Италия | Европа | Сертификация  | копий    |
| ---- | -------------------------------- | ------ | ------ | ------------- | -------- |
| 2009 | Sulla mia pelle                  | 3      | 44     | 2× Платиновый | 140.000+ |
| 2010 | Sulla mia pelle (Deluxe Edition) | 3      | 42     | 2× Платиновый | 140.000+ |
| 2011 | RossoNoemi                       | 6      | —      | Золотой       | 55.000+  |
| 2012 | RossoNoemi - 2012 Edition        | 12     | —      | Золотой       | 55.000+  |

### Концертный альбом
| Год  | Название  | Италия | Европа | Сертификация | копий |
| ---- | --------- | ------ | ------ | ------------ | ----- |
| 2012 | RossoLive | 11     | —      | —            | —     |

### Мини-альбом
| Год  | Название | Италия | Европа | Сертификация | копий   |
| ---- | -------- | ------ | ------ | ------------ | ------- |
| 2009 | Noemi    | 8      | 97     | Золотой      | 50.000+ |

### Синглы

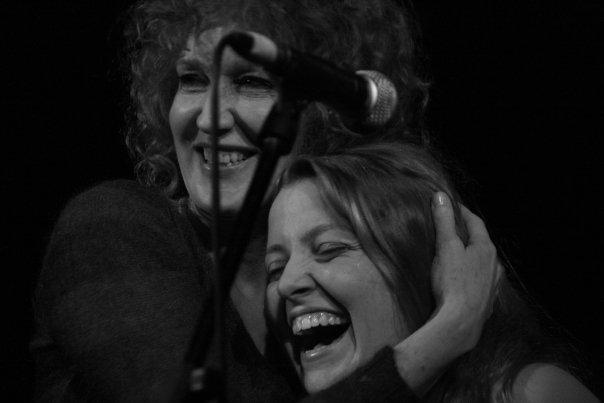
Noemi и Fiorella Mannoia

| Год  | Название                                 | Италия | Сертификация  | Альбом/Мини-альбом               |
| ---- | ---------------------------------------- | ------ | ------------- | -------------------------------- |
| 2009 | Briciole                                 | 2      | Золотой       | Noemi                            |
| 2009 | L’amore si odia (feat. Fiorella Mannoia) | 1      | 2× Платиновый | Sulla mia pelle                  |
| 2010 | Per tutta la vita                        | 1      | Платиновый    | Sulla mia pelle (Deluxe Edition) |
| 2010 | Vertigini                                | —      | —             | Sulla mia pelle (Deluxe Edition) |
| 2011 | Vuoto a perdere                          | 6      | Платиновый    | RossoNoemi                       |
| 2011 | Odio tutti i cantanti                    | —      | —             | RossoNoemi                       |
| 2011 | Poi inventi il modo                      | —      | —             | RossoNoemi                       |
| 2012 | Sono solo parole                         | 3      | Платиновый    | RossoNoemi - 2012 Edition        |
| 2012 | In un giorno qualunque                   | —      | —             | RossoNoemi - 2012 Edition        |
| 2012 | Se non è amore                           | 46     | —             | RossoLive                        |

### Сотрудничество
- 2009 — L’amore si odia c Fiorella Mannoia
- 2009 — Quanto ti volgio c Клаудио Бальони и Gianluca Grignani
- 2010 — Il mio canto libero c Amiche per l’Abruzzo
- 2010 — Come si cambia c Neri per Caso
- 2011 — La promessa c Stadio

## Турне
- 2009 — Noemi tour:  Италия
- 2009/2010 — Sulla mia pelle tour I:  Италия
- 2010 — Sulla mia pelle tour II:  Италия,  Словения
- 2011/2012 — RossoNoemi tour I:  Италия
- 2012 — RossoNoemi tour II:  Италия